# Национальные удостоверения личности стран Европейской экономической зоны

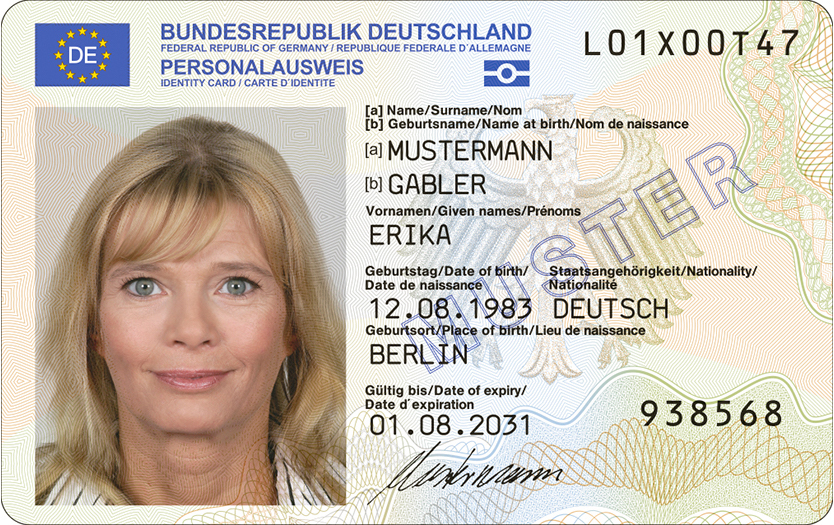
German national ID card

Национальные удостоверения личности выдаются гражданам в большинстве государств-членов Европейской экономической зоны (страны Евросоюза, а также Исландия, Лихтенштейн и Норвегия). Граждане стран-участниц могут использовать их не только в качестве документа, удостоверяющего личность в своей стране, но и в качестве документа, подтверждающего право на свободное посещение стран Европейского союза и Швейцарии.
В настоящее время четыре государства - члена ЕЭЗ (Дания, Исландия, Ирландия, Норвегия) не выдают своим гражданам национальные удостоверения личности. Это означает, что граждане этих государств могут использовать только паспорт при посещении стран ЕЭЗ и Швейцарии.